# Nahla El Fatiha Naili
Nahla El Fatiha Naili (en àrab: نهلة الفاتحة نايلي; en tifinagh: ⵏⴰⵀⵍⴰ ⴻⵍ ⴼⴰⵜⵉⵃⴰ ⵏⴰⵉⵍⵉ), nascuda a Hydra, a la wilaya d'Alger a Algèria el 14 de novembre de 1986, és una escultora i artista plàstica algeriana.

## Biografia

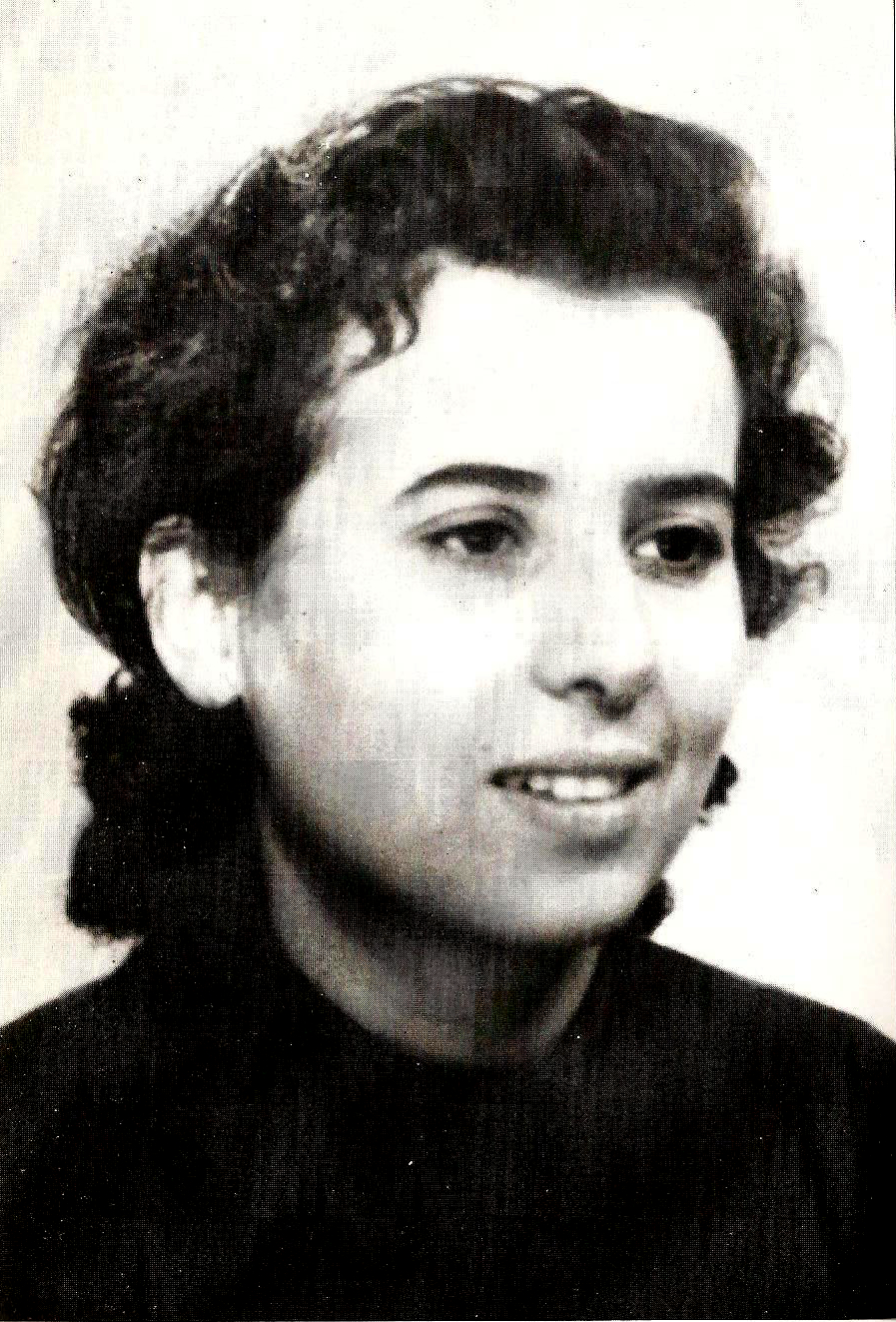
La seua àvia materna, Fatiha Bouhired

Naili és filla de Rabah Naili, professor d'electrònica i especialitzat en meteorologia originari d'Azefoun, en l'actual wilaya de Tizi Uzu i d'Hafida Bouhired, estilista originària de l'Aouana en l'actual wilaya de Jijel, la família de la qual vivia a la casba d'Alger. La seua mare era la menor d'una família de 5 nens, del primer matrimoni de la seua àvia.
El seu iaio matern, Mustafa Bouhired, fou un jugador veterà del Racing Club de París, i després periodista esportiu en el periòdic Alger Républicain. Participà en la Segona Guerra Mundial per a l'alliberament de França abans que es fes militant del FLN durant la Guerra d'Algèria; va morir per una bala, a la casba d'Alger, el 14 de març del 1957, després d'haver estat arrestat.
La seua àvia materna, Fatiha Bouhired (nascuda Hattali) i coneguda com a Oukhiti era igualment militant com el seu marit, i durant tota la Guerra d'Independència d'Algèria, les cases de la seua família feren de refugi als principals dirigents de la guerrilla urbana d'Alger. L'arrestaren dues vegades a la seua casa, una vegada en companyia de Yacef Saâdi i Zohra Drif, així com amb la seua filla Hafida Bouhired, llavors de 6 mesos, i després l'empresonaren a Serkadji, per al poc de temps ser posada en llibertat.

### Infantesa
Després del divorci dels seus pares, s'instal·la amb la seua mare i el seu germà menor, Arslan Larbi Redouan Naili, al domicili familiar dels Bouhired, situat a la zona alta d'Alger. Allí, és criada per sa mare i les seues ties maternes Zina, Leila i Houria Bouhired.

### Educació
El 2007 Nahla completa el batxillerat en el Liceu internacional Alexandre-Dumas d'Alger, i entra en l'Escola Superior de Belles Arts d'Alger l'any 2016. El 2018 prepara una tesi doctoral sobre «Creació i patrimoni urbà. Per una pràctica de l'art contemporani en la rehabilitació d'Alger» a la Universitat de París I.
Ha realitzat també diversos cursos de formació al Marroc i a Tunísia sobre la rehabilitació dels nuclis antics magrebins.
Ha participat també en alguns cursos de la UNESCO, com el taller «Gestió de voluntàries i organització de projectes participatius públics i privats», al 2017; en el simposi de Med Culture "Sensibilisation de la communauté résilientes aux valeurs du patrimoine Culturel», a Amman (Jordània) al 2018 i en el programa Net Med Youth de la UNESCO «Renforcer l'attrait pour les technologies digitals créatives auprès des jeunes défenseurs du patrimoine culturel» que tingué lloc a Tunísia al desembre de 2018.

### Carrera i projectes
És membre i secretària general adjunta de l'associació Sauvons la casbah d'Alger i també cofundadora del Mouvement de la Jeunesse Eveillée.
Al 2016 Nahla, amb el seu germà Arslan i la seua cosina Selma Bouhired, han iniciat un projecte de taller titulat L'Atelier NAS, que proveeix d'un espai de reflexió per a totes les expressions artístiques.

## Exposicions
- 2011, Participació en l'Exposition de la Commedia dell'arte, Centre cultural italià d'Alger
- 2011, Participació en el Festival d'art Contemporain (MOST ‘ART) a Mostaganem
- 2012, Exposició de les « Beaux arts à Didouche Mourad » conjuntament amb la comuna d'Alger-Centre
- 2012, Participació al Festival National de la création féminine, creant una escultura a sis mans.
- 2015, Exposició al Palais de la culture Moufdi Zakaria en Argel.[10]
- 2017, Exposició al Saló N.A.S. Kasba d'Argel.[11]
- 2018, Participació en la inauguració d'un mercat d'arte modern algerí, en qualitat d'expositora a la galerie el Yasmine